# ماساتوشی ایشیدا
ماساتوشی ایشیدا (ژاپنی: 石田 雅俊؛ زادهٔ ۴ مهٔ ۱۹۹۵) یک بازیکن فوتبال اهل ژاپن است.
از باشگاه‌هایی که در آن بازی کرده‌است می‌توان به باشگاه فوتبال کیوتو سانگا، باشگاه فوتبال ساگامیهارا، باشگاه فوتبال تسپاکوستاسو گونما و باشگاه فوتبال آزول کلارو نومازو اشاره کرد.